# Antonio Prestinenza
Antonio Prestinenza (Acireale, 28 settembre 1894 – Catania, 13 febbraio 1967) è stato un giornalista e scrittore italiano, padre del critico Luigi Prestinenza Puglisi.

## Biografia
Nato ad Acireale il 28 settembre 1894, a 16 anni aveva conseguito il diploma magistrale e successivamente l'abilitazione all'insegnamento. Dopo la licenza liceale, frequentò la facoltà universitaria di giurisprudenza. In quegli anni iniziò anche la collaborazione col giornale Corriere di Catania. Dal 1915 partecipò alla Grande Guerra come sottotenente nel 141º reggimento fanteria.  Fu fatto prigioniero e deportato nei campi di internamento di Mauthausen, Ostffyasszonyfa, Spratzen, Marchtrenk, Lubiana.
Tornato dalla prigionia nel 1919, riprese l’insegnamento. Vinse il concorso risultando primo in graduatoria per passare di ruolo e per circa tre decenni fu maestro nelle scuole elementari catanesi. Alla "Cesare Battisti" diede vita a esperimenti didattici: collaborò a una rivista pedagogica, La scuola bella, e produsse testi da far rappresentare ai ragazzi. La "Cesare Battisti" aveva avviato infatti i suoi corsi come scuola autonoma nell’anno 1916-17, grazie al direttore professor Salvatore Emmanuele che era un grande pedagogista e innovatore e a Giuseppe Lombardo Radice, professore di Pedagogia all’Università di Catania e, poi, direttore generale del ministero dell’istruzione all'epoca del ministro Gentile.
Si laureò in giurisprudenza nel 1921, con una tesi di Diritto internazionale, relatore il prof. Eduardo Cimbali. Laureato, diede inizio alla sua intensa attività di giornalista, anche come inviato speciale all’estero. Fu redattore culturale di diversi periodici, tra i quali Rivista delle Signorine con Titomanlio Manzella, Rivista di Sicilia, L’Ascesa, Rinascenza scolastica, Il Polline,  Farfalle, Prodanselmo, Giornale dell’Isola, del cui supplemento letterario era stato collaboratore con il giovanissimo Giorgio La Pira e la Giovane Pleiade per la quale scrivevano Natale Scalia, Ferdinando Caioli, Giuseppe Patanè, Ercole Patti e Vitaliano Brancati. Avendo avuto una formazione come pittore, fu anche illustratore della rivista Farfalle.
Fu redattore del Giornale dell'Isola dal 1929 al 1930 e de Il Popolo di Sicilia dal 1931 al 1937, lavorando alla cronaca e in terza pagina. Come romanziere, Prestinenza esordì a ventinove anni con Bambina, l’amore! del 1923, un racconto lungo poi ripudiato. Seguirono  La città dalle cento campane del 1929 in cui descrisse Acireale, Il principe senza regno del 1931, Primavera borghese del 1933, Amore all’antica del 1934, Mària del 1936, La collina degli innamorati del 1939. Scrisse numerosi articoli per il Popolo di Sicilia e per il Totalità di Catania, che sono stati poi riprodotti dal giornale del capo nazionalista maltese Enrico Mizzi. Mizzi riuscì a pubblicarne solo quattro perché il giornale fu soppresso dalle autorità inglesi. Furono poi raccolti e pubblicati nel 1935 in un libro Gli inglesi a Malta..
Partecipò al Circolo dei Quattordici, i cui facevano parte, Raffaele Leone, Vitaliano Brancati, il podestà Emanuele Giardina, Marco Colonna, Giacomo Etna e altri intellettuali. Il circolo fu sciolto d’autorità per la sua posizione indipendente nei confronti del regime fascista. Nel 1940 fu richiamato alle armi col grado di capitano di fanteria e prestò servizio militare in Sardegna per oltre tre anni.
Dal 1944 al 1949 tornò ad insegnare al Circolo didattico "Cesare Battisti". Nel 1946 apparvero i primi articoli su La Sicilia,  dal 1947, e per un decennio, fu l’estensore della rubrica Tre di prima pagina, che distillava tre notizie condensate, mettendone in evidenza contraddizioni e utopia.
Scrive di lui Carmelo Musumarra: 
Nel 1948 Prestinenza, successe ad Alfio Russo nella direzione del quotidiano La Sicilia: la sua direzione durò sino al 1967, anno in cui morì. Come direttore del quotidiano catanese, diede ad esso un'impronta popolare che ne favorì il lancio come quotidiano leader della Sicilia. Particolarmente curata era, al contempo, la terza pagina culturale con firme del calibro di Epicarnmo Corbino e Benedetto Croce. Tra i collaboratori Don Luigi Sturzo che dal 24 aprile 1949 sino alla morte scrisse numerosi articoli per il giornale.
Morì a Catania il 13 febbraio del 1967. Nel 1971 fu pubblicato postumo l’ultimo racconto: Contrasto con l’ombra, con prefazione di Vittorio Frosini.

## Opere
- Bambina, l’amore!, Catania, Studio Editoriale Moderno, 1923
- La città dalle cento campane, Torino , Fratelli Ribet, 1929
- Il principe senza regno, Catania , Studio Editoriale Moderno, 1931
- Primavera borghese, Catania , Studio Editoriale Moderno, 1933
- Amore all’antica, Catania, Studio Editoriale Moderno, 1934
- Gli Inglesi a Malta, Catania, Studio Editoriale Moderno, 1935
- Mària, Catania, Studio Editoriale Moderno, 1936,
- La collina degli innamorati, Catania, Studio Editoriale Moderno, 1939
- Contrasto con l’ombra, Padova, Rebellato Editore, 1971